# Walihan Sailike
Walihan Sailike (født 3. marts 1992) er en kinesisk bryder, der konkurrerer i græsk-romersk stil.
Han repræsenterede Kina ved sommer-OL 2020 i Tokyo, hvor han tog bronze i 60 kg.

## Eksterne links
- Walihan Sailikes profil på Olympedia (engelsk)
- Walihan Sailikes profil hos FILA (engelsk)